# Quinta Normal (métro de Santiago)
Quinta Normal est une station de la Ligne 5 du métro de Santiago, dans les communes de Quinta Normal  et Santiago.

## La station
La station est ouverte depuis 2004.

## Origine étymologique
Le nom de la station, car il est situé dans le parc Quinta Normal, qui est un lieu de rencontre à Santiago, qui dans son histoire a accueilli le premier zoo dans la ville et a accueilli l'Exposition internationale de 1875.